# Horts de Miravet
Els Horts de Miravet són uns antics horts actualment abandonats del municipi de Castell de Mur, al Pallars Jussà, a l'antic terme de Mur, en terres de l'antic poble de Miravet.
Estan situats al sud de Miravet, al costat de migdia de la Font de Miravet, l'aigua de la qual servia per a regar els horts. Són al sud-est del cim de les Mosques.